# Minecraft Dungeons
Minecraft Dungeons es un videojuego de rol de acción que se lanzó el 26 de mayo de 2020 para Windows, Xbox One, Nintendo Switch y PlayStation 4; más tarde se lanzó para macOS, Xbox Series X|S y PlayStation 5. Fue desarrollado por Mojang y, cuya conversión a las consolas, fue realizada por Double Eleven. Se puede jugar solo o en línea con hasta cuatro jugadores.

## Jugabilidad
A diferencia de Minecraft, Minecraft Dungeons no tiene artesanía, construcción o la capacidad de destruir bloques. En cambio, se centra en ser un juego de rastreo de mazmorras, donde el jugador explora mazmorras generadas aleatoriamente llenas de monstruos generados aleatoriamente, trata con trampas y zombis, y encuentra tesoros aleatorios. No hay un sistema de clases. Un jugador puede usar cualquier arma o armadura que desee.

## Desarrollo
Dungeons es desarrollado por Mojang bajo el director creativo Mans Olsen, usando Unreal Engine. El 17 de septiembre de 2019, se anunció que Double Eleven estaría trabajando en llevar Dungeons a las consolas, más tarde, el 22 de septiembre de 2021 llegaría a Steam.

## Recepción
Shacknews lo llama "un divertido y relajado videojuego de mazmorras para que entren amigos".